# Apriona novaebritanniae
Apriona novaebritanniae là một loài bọ cánh cứng trong họ Cerambycidae.